# Легіонер (фільм)
Легіонер (англ. Legionnaire) — американська пригодницька драма 1998 року режисера Пітера Макдональда.

## Сюжет
1925 рік, Франція. Чемпіон з боксу Ален Лефевр за вказівкою боса місцевої мафії Люсьєна Галгані повинен програти бій з претендентом Жюло. Лефевр погоджується, вирішивши відразу після бою бігти в Америку разом з коханкою Галгані Катріною і братом Максимом. Однак в ході бою Лефевр, не витримавши глузувань Жюло, нокаутує його і тікає з рингу. Його наздоганяють люди розлюченого Галгані. Рене Галгані підстрілює Максима, а Лефевр убиває Рене. Гроші і квитки залишилися у загиблого Максима, а крім мафії, за Лефевром починає полювання і поліція. Люди Галгані привозять Катрину назад до свого боса. У безвиході, Лефевр записується до Французького іноземного легіону і його відправляють у Марокко, де в цей час йде Рифська війна.
Новобранців піддають жорстокій муштрі. Лефевр зближується з рядовими Макінтошем, колишнім англійським офіцером; Лютером, негром, який втік із США; Гвідо, який мріє заробити гроші на весілля. Сержант Штейнкампф вибирає Лефевра для газетної фотографії, Галгані, прочитавши статтю, посилає Жюло і Віктора розправитися з Лефевром.
Загін легіонерів виступає на підмогу гарнізону форту Берналь. Бійці йдуть по безводної пустелі, Лефевр відмовляється кинути Гвідо, що вибився із сил, і тягне його на собі. Бербери влаштовують засідку біля джерела води, легіонери, зазнавши втрат, відбиваються, але бербери викрадають мулів з боєприпасами і провізією. Гвідо гине в бою.
Загін досягає форту Берналь, до ночі підходить інший загін, у рядах якого Лефевр зустрічає Віктора і Жюло. Наступного дня легіонерів посилають у дозор. Макінтош змовляється з Віктором, вони роззброюють Лефевра, але з'являються бербери і зривають їхній план. Бербери штурмують фортецю і їм вдається підірвати склад боєприпасів. Становище безнадійне, сержант Штейнкампф посилає Лютера під виглядом місцевого жителя у форт Корбе. Вранці бербери приводять полоненого Лютера до фортеці, Лефевр пристрілює його, щоб позбавити стражданнь. Бербери обстрілюють фортецю з гармат і йдуть на вирішальний штурм, легіонери гинуть один за одним. Макінтош пристрілює Віктора і повідомляє Лефевру, що Катріна все ж втекла від Галгані в Америку. Лефевр віддає товаришеві свій останній патрон і виходить з фортеці. Вождь берберів Абд аль-Крім дарує хороброму воїну життя і свободу.

## У ролях
| Актор                    | Роль               |
| ------------------------ | ------------------ |
| Жан-Клод Ван Дамм        | Ален Лефевр        |
| Адевале Акінуойє-Агбадже | Лютер              |
| Стівен Беркофф           | сержант Штейнкампф |
| Ніколас Фаррелл          | Макінтош           |
| Джим Картер              | Люсьєн Галгані     |
| Ана Софреновіч           | Катріна            |
| Даніель Кальтаджіроне    | Гвідо Розетті      |
| Джозеф Лонг              | Максим             |
| Маріо Каллі              | Рене Гальгано      |
| Джо Монтана              | Жюло               |
| Вінсент Пікерінг         | Віктор             |